# Neva-Hyrkkö
Neva-Hyrkkö är en sjö i Finland. Den ligger i kommunen Pihtipudas i landskapet Mellersta Finland, i den centrala delen av landet, 400 km norr om huvudstaden Helsingfors. Neva-Hyrkkö ligger 196 meter över havet. Den är 2,6 meter djup. Arean är 24,1 hektar och strandlinjen är 2,25 kilometer lång. Sjön  ingår i Kymmene älvs huvudavrinningsområde.   Den ligger vid sjöarna Nuoranen och Harjuntakanenjärvi. I omgivningarna runt Neva-Hyrkkö växer i huvudsak blandskog.